# Chained Heat
Chained Heat, in Duitsland gekend als Das Frauenlager, is een Amerikaanse-West-Duitse exploitatiefilm uit 1983 geregisseerd door Paul Nicholas. De film werd gedistribueerd door Jensen Farley Pictures.

## Verhaal
Tiener Carol Henderson moet voor 18 maanden naar een gevangenis in Californië wegens het onopzettelijk doden van een man. Gevangenisdirecteur Backman en zijn assistente Taylor buiten de vrouwelijke gevangenen uit en misbruiken ze als prostituees. De vriend van Taylor heeft een affaire met Ericka, het hoofd van de blanke vrouwen. De zwarte gevangenen worden geleid door Duchess. Een groep lesbische gevangenen dealt drugs. Op zeker ogenblik revolteren de vrouwelijke gevangenen tegen het beleid en wanpraktijken van de gevangenis.

## Rolverdeling
| Acteur            | Personage      |
| ----------------- | -------------- |
| Linda Blair       | Carol          |
| John Vernon       | Warden Backman |
| Sybil Danning     | Ericka         |
| Tamara Dobson     | Duchess        |
| Stella Stevens    | Taylor         |
| Henry Silva       | Lester         |
| Sharon Hughes     | Val            |
| Robert Miano      | Stone          |
| Greta Blackburn   | Lulu           |
| Nita Talbot       |                |
| Louisa Moritz     |                |
| Marcia Karr       |                |
| Monique Gabrielle | Debbie         |
| Edy Williams      | Paula          |
| Carole Ita White  |                |
| Michael Callan    | Martin         |
| Irwin Keyes       | Lorenzo        |
| Kate Vernon       |                |

## Onthaal
De film werd over het algemeen slecht onthaald door recensenten omwille van het seksisme en de manier waarop lesbiennes in een slechte, stereotype manier worden weergegeven.

## Nominatie en prijs
| Prijs                        | Categorie                       | Ontvanger(s)  | Resultaat   |
| ---------------------------- | ------------------------------- | ------------- | ----------- |
| Golden Raspberry Awards 1983 | Slechtste actrice               | Linda Blair   | Genomineerd |
| Golden Raspberry Awards 1983 | Slechtste actrice in een bijrol | Sybil Danning | Gewonnen    |